# Lambdina quercivoraria
Lambdina quercivoraria är en fjärilsart som beskrevs av Achille Guenée 1858. Lambdina quercivoraria ingår i släktet Lambdina och familjen mätare. Inga underarter finns listade i Catalogue of Life.